# Phare de Punta de las Figuras
Le phare de Punta de las Figuras (en anglais : Punta de las Figuras Lighthouse) est un phare actif situé à Arroyo, à Porto Rico. Il est géré par l'United States Coast Guard.
Il est référencé dans le registre national des lieux historiques sous la tutelle du Gouvernement fédéral des États-Unis depuis le 22 octobre 1981.

## Histoire
Il a été mis en service en 1893 par le gouvernement espagnol. La lumière a été déplacée en 1938 et la structure a été désactivée et abandonnée.
Au cours de la Seconde Guerre mondiale, le phare était utilisé comme point de repère de jour. Après l'abandon de la structure par l'armée américaine en 1963, le phare a été vandalisé à plusieurs reprises. En 1969, l'objectif et la lanterne ont été détruits. En 2003, le gouvernement de Porto Rico l'a réhabilité pour un coût de deux millions de dollars. Le phare est situé à l'entrée de la station balnéaire "Balneario Punta Guilarte" gérée par la Société des parcs nationaux de Porto Rico.
Identifiant : ARLHS : PUR-014 - Amirauté : ex-J5489 .
|                 |
| Le phare (1978) |

|          |
| Le phare |

### Lien connexe
- Liste des phares de Porto Rico